# Герб Брисбена
Герб Брисбена — історичний символ міста та губернатора Нового Південного Вельсу сера Томаса Брисбена.
Захоплення сер Томаса астрономією вказується двома зірками. Вузол Стаффорда був значком 38-го (1-го Стаффордширського) пішого полку, в якому сер Томас Брисбен вступив до британської армії як прапорщик у 1789 році.
Кадуцей є символом комерції та миру і є емблемою Гермеса як бога і захисника торгівлі. Хвилі натякають на розташування міста як порту на річці.
Два грифони підтримують щит разом з девізом «Meliora Sequimur», що означає «Давайте будемо робити кращі справи» латиною. Грифон є одним з головних символів геральдики, і його часто використовують як геральдичну фігуру чи щитотримача. Химерна істота — це напіворел і напівлев, і легенда стверджує, що коли вона досягне повного зростання, вона ніколи не буде взята живою.
Пальмове листя у клейноді — символ перемоги, що є компліментом від Ради до доблесті австралійських сил оборони.
Доблесть, честь і високопритаманні атрибути передаються леопардом у клейноді. Кольори міста, синій та золотий, позначені верхнім буралетом.